# Abagrotis dodi
Abagrotis dodi là một loài bướm đêm thuộc họ Noctuidae. Nó được tìm thấy ở tây nam của Calgary, miền nam Yukon phía nam đến miền nam Utah và Colorado và phía tây đến Trung Nevada và Washington.
Sải cánh dài 24–25 mm. Con trưởng thành bay vào cuối hè làm một đợt mỗi năm.